# Simborio Virgen del Cisne

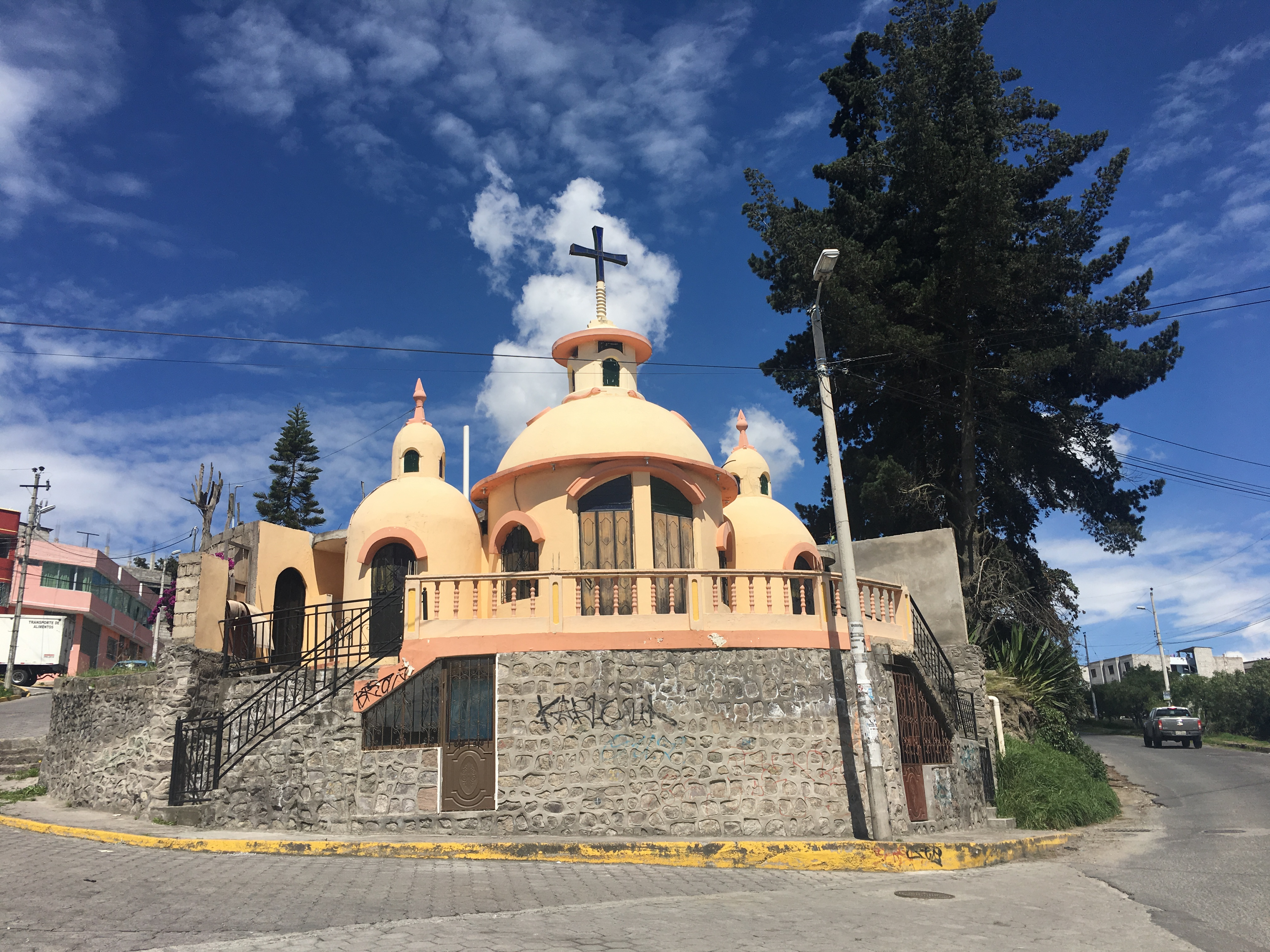
Simborio de la Virgen del Cisne, Calderon, Quito

Simborio a la Virgen del Cisne es una estructura en forma de cúpula ovalada situado en la Parroquia de Calderon, en Quito en la República del Ecuador. Es una edificación en honor a la Virgen de El Cisne.

## Acontecimientos
El simborio a la Virgen de El Cisne fue ideado, diseñado y creado en siglo XX, en la década de los 80 por Pedro Maza Alejandro, en honor a la Virgen de El Cisne, de la cual su madre, María Emperatriz Alejandro era muy devota, así como su esposo Segundo Ruben Maza Jumbo. 
En la década de los 80 se diseñan el simborio, y se empieza a construir en la década de los 90, a finales del siglo XX, con la colaboración de varias familias provenientes de diferentes provincias de Ecuador, especialmente de la Provincia de Loja, desde donde emigraron en busca de un futuro mejor; ya que su provincia en décadas pasadas había sufrido azotes naturales como sequías, terremoto y escasez de alimentos.
Para la creación de esta estructura fue fundamental la colaboración de los vecinos, devotos, simpatizantes y de las autoridades, tanto seccionales como provinciales. Lo llamativo de esta estructura es la forma, el diseño y los materiales, así como la mano de obra que ha sido utilizada para la edificación de la pequeña construcción. La misma que se realizó utilizando mano de obra de albañiles, técnicos y trabajadores tanto hombres como mujeres.